# Arcadesysteembord

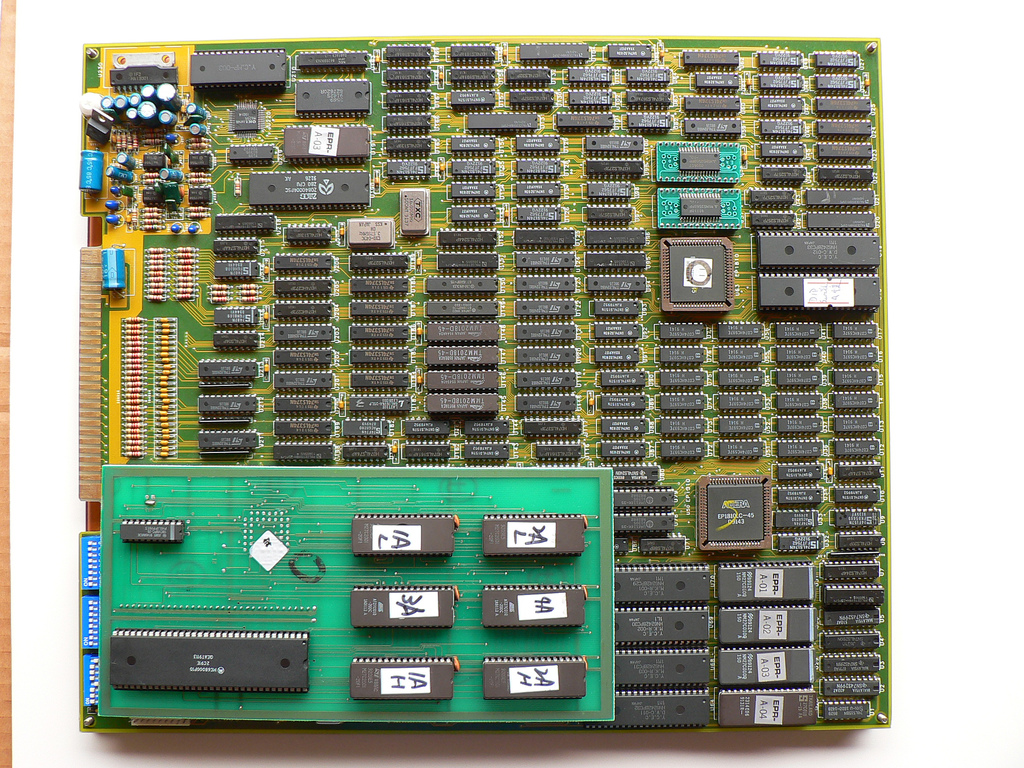
Board van een Super Street Fighter 2-kloon

Een arcadesysteembord (Engels: arcade system board) is een gestandaardiseerde printplaat of groep van printplaten die als basis dient voor meerdere speelhalspellen met zeer gelijkwaardige hardwarevereisten.
Vroegere arcadesysteemborden brandden het spel rechtstreeks op de systeemborden wat productiekosten bespaarde (vanwege het gebruik van gemeenschappelijke en gestandaardiseerde componenten), maar dit vereiste van eigenaren van een speelhal dat zij een volledig nieuw systeembord moesten kopen voor elk uitgebracht nieuw spel.
Meer recente arcadesysteemborden, waaronder SNK's Neo-Geo, Capcoms CPS-2 en Sega's Naomi, brachten een scheiding aan tussen het systeembord zelf en het spel en is verwant aan het, een door vele spelcomputers toegepaste methode, cartridgesysteem.
Deze methode was zowel profijtelijk voor de fabrikant als de eigenaar van een speelhal. De eigenaar hoefde nu slechts één systeembord aan te schaffen en kon nu de computerspellen verwisselen voor een fractie van de kosten en bovendien met veel minder inspanning en de fabrikanten hoefden minder exemplaren te produceren van de relatief dure systeemborden en konden zich meer toeleggen op het produceren van de veel minder dure computerspellen.
Het gemak en de waarde van de te verwisselen spellen leidde ook tot merkloyaliteit aangezien de eigenaren van een systeem X veel eerder geneigd waren het recentste spel op systeem X voor $1000 te kopen dan $5000 neer te tellen voor een systeembord Y om het recentste spel op systeem Y te kunnen weergeven.